# Ariano honorário

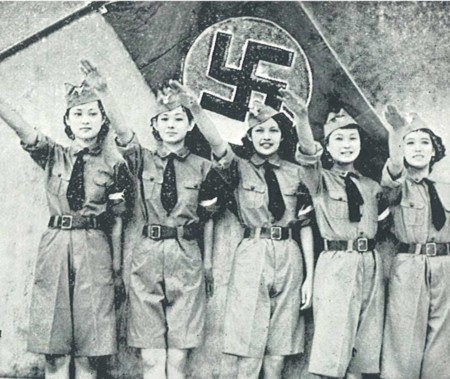
Cena da revista musical intitulada "Heil Hitler" com o corpo de baile de Nichigeki, organizada no Nichigeki Music Hall de Tóquio, Yūrakuchō, para dar às boas-vindas à Hitlerjugend que visitou o Japão em setembro de 1938.

Ariano honorário (em alemão: Ehrenarier) foi uma expressão usada na Alemanha Nazista para descrever o status outorgado a certos indivíduos e povos, que geralmente não eram considerados biologicamente como sendo de raça ariana, declarando-os como parte "honorária" desta, e eximindo-os das restrições que as leis raciais nazistas impunham aos não arianos. 

## Justificativa e exemplos notáveis
A explicação predominante do porquê este status foi concedido pelos nazistas a povos não nórdicos ou mesmo não europeus, era o seu valor para a economia alemã ou para o esforço de guerra, e também por questões meramente políticas ou de propaganda. Este foi, por exemplo o caso de Helene Mayer, campeã de esgrima em sua Alemanha natal, mas que por ter avós judeus, foi declarada "ariana honorária" para poder participar das Olimpíadas de 1936 onde ganhou uma medalha de prata, tendo anteriormente conquistado uma medalha de ouro para seu país nas Olimpíadas de 1928.
Contudo, às vezes a concessão era outorgada por motivos não tão práticos. Por exemplo, os veteranos de guerra judeus que haviam sido condecorados com a Cruz de Ferro na Primeira Guerra Mundial por seus serviços militares ao Império alemão foram considerados extraoficialmente como arianos honorários, e não sofreram perseguição. Em outras ocasiões, como no caso de Emil Maurice, foi concedida por razões pessoais: Maurice havia sido um membro muito ativo do Partido Nazista desde a sua fundação, e integrante inicial das SS, até que foi descoberto que tinha ascendência judia por parte dos bisavós, e esteve a ponto de ser expulso (juntamente com outros membros de sua família) do corpo paramilitar, diante de uma reclamação de Heinrich Himmler; todavia, por intervenção direta de Adolf Hitler, evitou a expulsão sendo declarado ariano honorário. O general da aviação Helmuth Wilberg, veterano da arma aérea na Primeira Guerra Mundial, embora tivesse mãe judia, também foi declarado "ariano honorário", tendo sido considerado seu talento na eficaz reconstrução clandestina da Luftwaffe (proibida pelo Tratado de Versalhes), e seu posto mantido para questões de tática e treinamento, em que pese sua origem judia.
Mesmo diante da oportunidade oferecida pelo status de ariano honorário, houve judeus que se negaram a aceitá-lo, como o compositor húngaro Imre Kálmán o qual, surpreendido pelo Anschluss em Viena, recusou a oferta e foi obrigado a fugir, primeiro para a França e depois para os Estados Unidos.
Um caso especial foi o de Amin al-Husseini, o Mufti palestino de Jerusalém que havia fugido do Mandato Britânico da Palestina por suas atividades em favor do nacionalismo árabe e contra a Grã Bretanha; exilado na Alemanha, e pelo elevado valor propagandístico de contar com seu apoio, o governo nazista declarou al-Husseini como "ariano honorário", mesmo tendo Hitler descrito como "quase macacos" as populações árabes e asiáticas.

## O caso dos japoneses
Enquanto apenas uns poucos judeus se beneficiaram individualmente do status de "ariano honorário", aos japoneses o título foi outorgado como coletividade depois que o Japão assinou o Pacto Anti-Komintern de 1936, e isto parece ter sido feito não apenas por razões econômicas, militares ou políticas, mas por uma questão de integridade racial. Em seu testamento político, Hitler declarou:
O orgulho da própria raça [...], e isto não implica desprezo pelas outras raças [...], é também um sentimento são e normal. Nunca encarei os chineses ou japoneses como inferiores a nós. Pertencem a antigas civilizações, e admito livremente que sua história passada é superior à nossa. Têm o direito de estar orgulhosos do seu passado, da mesma forma que nós temos o direito de estar orgulhosos da civilização à qual pertencemos. De fato, creio firmemente que os chineses e japoneses mantêm o orgulho por sua raça, o melhor que eu poderia encontrar para conviver com eles.
Ainda que de etnia diferente, ideólogos nazistas como Heinrich Himmler consideravam que os asiáticos possuíam qualidades suficientes em comum com o sangue nórdico-alemão para merecer uma aliança com eles. Himmler, que estava muito interessado nisso e havia sido influenciado pela antropologia, filosofia e as religiões panteístas da Ásia Oriental, mencionou que seu amigo Hiroshi Ōshima, embaixador do Japão na Alemanha, acreditava que as castas nobres do Japão, os daimio e os samurais, descendiam de deuses, crença similar a do próprio Himmler, que pensava que "a raça nórdica não evoluiu, mas desceu diretamente do Céu para habitar na Atlântida."